# Constitution d'Antigua-et-Barbuda
Pour un article plus général, voir Politique à Antigua-et-Barbuda.
Lire en ligne

Consulter

La constitution d'Antigua-et-Barbuda est la loi fondamentale de l'État antiguayen.

## Sources

## Compléments